# Zuzanna Radzik
Zuzanna Radzik (ur. 2 sierpnia 1983) – polska publicystka, teolożka i działaczka społeczna. Wiceprezeska Forum Dialogu, organizacji pozarządowej zajmującej się dialogiem polsko-żydowskim; od 2005 członkini zarządu. W 2019 uhonorowana Nagrodą imienia Ireny Sendlerowej przez Fundację Taubego na rzecz Życia i Kultury Żydowskiej.

## Życiorys
W 2003 rozpoczęła współpracę z „Tygodnikiem Powszechnym”, gdzie zadebiutowała zamieszczonym w numerze 13/2003 tekstem „Piwnice wciąż gniją”. Poświęcony był księgarni „Antyk” mieszczącej się w podziemiach Kościoła Wszystkich Świętych w Warszawie. Tekst przyczynił się do zamknięcia księgarni w związku z udostępnianymi w niej treściami antysemickimi.
Studiowała na Papieskim Wydziale Teologicznym w Warszawie (2002–2007). Po ukończeniu kolejne trzy lata studiowała relacje chrześcijańsko-żydowskie w starożytności na Uniwersytecie Hebrajskim w Jerozolimie (2007–2010).
Od września 2005 jest członkinią zarządu Forum Dialogu, obecnie (2020) wiceprezeską.
26 czerwca 2019 roku została uhonorowana Nagrodą imienia Ireny Sendlerowej przez Fundację Taubego na rzecz Życia i Kultury Żydowskiej za badania, książki, działania edukacyjne oraz wkład w rozwój relacji polsko-żydowskich. Jej artykuły publikowane w „Tygodniku Powszechnym” poruszają zagadnienia wiary, judaizmu, relacji chrześcijańsko-żydowskich, stosunków polsko-żydowskich oraz katolickiego feminizmu. Istotnym obszarem jej działalności naukowej stanowi również tematyka dialogu chrześcijańsko-żydowskiego.

## Publikacje
- Kościół kobiet, Warszawa 2015
- Emancypantki. Kobiety, które zbudowały Kościół, Kraków 2018
- Jak pani wytrzymuje w Kościele?, [w:] Mamy głos. Świeccy, Kościół, kryzys, Praca zbiorowa, Kraków 2020